# Harry Källström

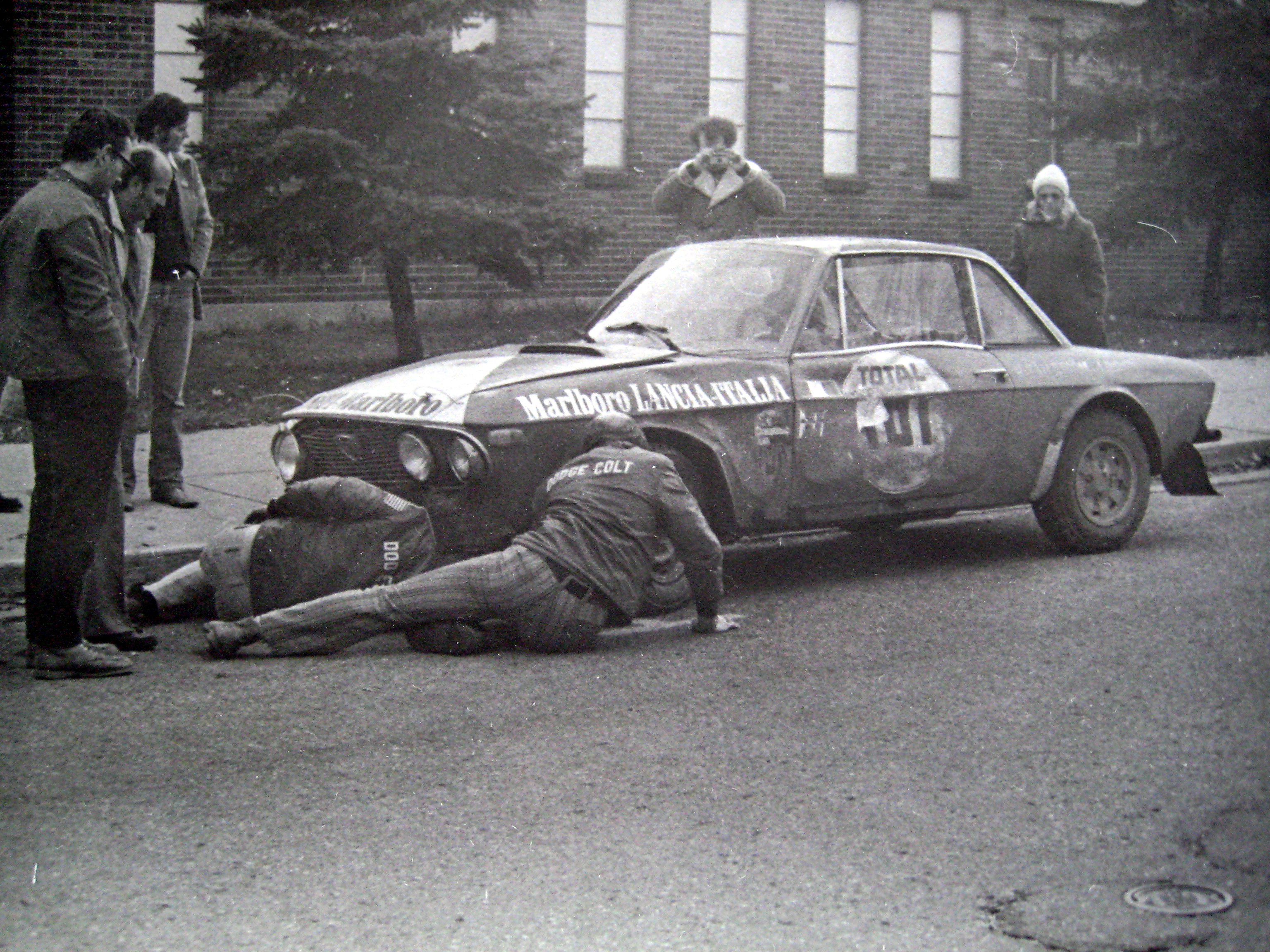
Reparatur an der 1,6-Liter-Lancia-Fulvia von Harry Källström; während der Press-on-Regardless-Rallye 1972

Harry Källström (* 30. Juni 1939 in Södertälje; † 13. Juli 2009 in Strömsund) war ein schwedischer Rallye- und Rundstreckenrennfahrer. Sein Spitzname lautete „Sputnik“.

## Frühe Jahre
Harry Källströms Karriere umfasste drei Dekaden. Er debütierte 1957 in der schwedischen Rallyemeisterschaft und Mitte der 1980er-Jahre war er noch immer in der Rallye-Weltmeisterschaft aktiv. Viermal gewann der die Gesamtwertung der schwedischen Rallyemeisterschaft; den ersten Gesamtsieg feierte er 1959. Zu dieser Zeit war er bereits Werksfahrer im Rallyeteam des schwedischen Volkswagen-Generalimporteurs. Sein erster großer internationaler Erfolg gelang ihm 1963, gemeinsam mit seinem langjährigen Copiloten Gunnar Häggbom, bei der RAC-Rallye, wo er auf einem VW 1500S Zweiter hinter seinen Landsleuten Tom Trana und Sune Lindstöm wurde, die einen Volvo PV544 fuhren. Dieser Erfolg brachte ihn ins Rampenlicht der Rallyeszene und es folgte ein Werksvertrag bei BMC.

## Im Mini Cooper S
Bis 1968 war Källström bei BMC engagiert, einerseits beim Team in Großbritannien und andererseits beim schwedischen Importeur, der die Renneinsätze in Skandinavien abwickelte. 1964 gewann er seine zweite schwedische Meisterschaft, wurde 1966 erneut Zweiter bei der RAC-Rallye und fuhr den Mini Cooper S auch in den Tourenwagen-Europameisterschaft. Nach dem Ende des BMC-Engagements im Rallyesport, wechselte Källström mit Beginn der Saison 1968 zu Lancia.

## Lancia
In den sechs Jahren beim italienischen Team, stieg der Schwede zu einem der besten Rallyefahrer seiner Generation auf. Mit der Lancia Fulvia wurde er in seiner ersten Saison Vierter bei der Rallye Sanremo und Sechster bei der Akropolis Rallye. Bei einem Abstecher auf die Rundstrecke erreichte er beim 84-Stunden-Rennen am Nürburgring, den dritten Gesamtrang. Geschlagen wurde das Trio Källström/Munari/Pinto nur von zwei Werks-Porsche. 1969 folgten die ersten Gesamtsiege. Er gewann die Rallye San Romeo, die spanische RACE-Rallye und triumphierte erstmals bei der RAC-Rallye in Wales. Am Ende des Jahres krönte er sich zum Rallye-Europameister. Auf der Rundstrecke gewann er gemeinsam mit Sergio Barbasio und dem Briten Tony Fall die 39. Ausgabe des Marathon de la Route am Nürburgring. Bei diesem längsten Langstreckenrennen der Welt siegte das Trio nach 322 Runden vor einer deutschen BMW-Mannschaft und einem französischen Triumph TR6-Team. Weiterer Erfolge für Lancia: Erneuter Gesamtsieg bei der RAC Rallye 1970, der zweite Platz in San Romeo 1970 und jeweils dritte Ränge bei der Rallye Schweden 1971 und 1972.

## Datsun
1973 wechselte Källström von Lancia zu Datsun. Bei der East African Safari Rallye wurde er Zweiter, obwohl er das Rennen auf einem Datsun 1800SSS eigentlich gewonnen hatte. Zum ersten und bisher einzigen Mal in der Geschichte der Rallye-Weltmeisterschaft, hatten am Ende einer Rallye zwei Fahrer exakt die gleiche Zeit zurückgelegt und ident viele Strafpunkte verbucht. Somit waren nach Ende des Rennens sowohl Källström als auch Shekhar Mehta Sieger des Rennens. Stunden nach der Zieldurchfahrt des letzten Wagens, erklärten die kenianischen Veranstalter Mehta zum Sieger, da er in der ersten Sonderführung die schnellere Zeit gefahren war. Eine Entscheidung, die bis heute umstritten ist. Källström bestritt bis 1979 Rallyes für Datsun und sicherte sich 1976 mit seinem Erfolg bei der Akropolis Rallye seinen einzigen Gesamtsieg in der Rallye-Weltmeisterschaft.
Sein letztes Rennen bestritt er 1992 bei einer nationalen Rallye in Schweden auf einem Suzuki Swift. Da war er längst erfolgreicher Unternehmer und Besitzer eines Transportunternehmens im Norden von Schweden. Harry Källström starb im Juli 2009 an den Folgen eines Herzinfarkts.

## Statistik

### Einzelergebnisse in der Sportwagen-Weltmeisterschaft
| Saison | Team    | Rennwagen | 1   | 2   | 3   | 4   | 5   | 6   | 7   | 8   | 9   | 10  | 11  | 12  | 13  | 14  |
| ------ | ------- | --------- | --- | --- | --- | --- | --- | --- | --- | --- | --- | --- | --- | --- | --- | --- |
| 1967   | Renault | Renault 8 | DAY | SEB | MON | SPA | TAR | NÜR | LEM | HOK | MUG | BRH | CCE | ZEL | OVI | NÜR |
| 1967   | Renault | Renault 8 |     | DNF |     |     |     |     |     |     |     |     |     |     |     |     |